# Kmehlener Berge
Die Kmehlener Berge sind eine Hügelgruppe im Süden Brandenburgs im Landkreis Oberspreewald-Lausitz nahe der Stadt Ortrand und der Gemeinde Großkmehlen an der Grenze zu Sachsen. Die höchste Erhebung mit 212,1 m ü. NHN ist der vollständig auf sächsischem Gebiet liegende Huttenberg. Der etwa 1000 m nordöstlich davon gelegene Kutschenberg ist mit 201 m der höchste Gipfel und die zweithöchste Erhebung im Bundesland Brandenburg.
In den Kmehlener Bergen gab es zwei Skischanzen, die Skihütte am Kutschenberg wird heute noch im Winter genutzt, außerdem gibt es eine Motocross- bzw. Autocross-Strecke.